# Breslaus voetbalkampioenschap 1928/29
In 1928/29 werd het 22ste Breslaus voetbalkampioenschap gespeeld, dat georganiseerd werd door de Zuidoost-Duitse voetbalbond. Breslauer SC 08 werd kampioen en plaatste zich voor de Midden-Silezische eindronde. De club versloeg Sportfreunde Preußen Konstadt en SSC 01 Oels en stootte door naar de Zuidoost-Duitse eindronde. De club werd daar vicekampioen en plaatste zich ook voor de eindronde om de Duitse landstitel, waar de club doorstootte tot de halve finale en daarin van SpVgg Fürth verloor.
Vorwärts Breslau, Sportfreunde Breslau en Breslauer SpVgg Komet mochten ook naar de Midden-Silezische eindronde samen met nog twee clubs. Breslauer SpVgg Komet won deze eindronde en plaatste zich ook voor de Zuidoost-Duitse eindronde, maar kon niet meer doorstoten naar de nationale eindronde.

## A-Liga

### Groep 1
| Plaats | Club                        | Wed. | W | G | V | Saldo | Ptn   |
| ------ | --------------------------- | ---- | - | - | - | ----- | ----- |
| 1.     | Breslauer SC 08             | 10   | 8 | 2 | 0 | 70:27 | 18:2  |
| 2.     | VfB 1898 Breslau            | 10   | 4 | 3 | 3 | 23:18 | 11:9  |
| 3.     | SC Vorwärts Breslau         | 10   | 4 | 3 | 3 | 18:23 | 11:9  |
| 4.     | VfR 1897 Breslau            | 10   | 3 | 4 | 3 | 16:24 | 10:10 |
| 5.     | SC Hertha Breslau           | 10   | 2 | 4 | 4 | 12:15 | 8:12  |
| 6.     | VSV Union Wacker 08 Breslau | 10   | 0 | 2 | 8 | 9:32  | 2:18  |

|  | Finale titel                                  |
|  | Play-off deelname Midden-Silezische eindronde |
|  | Degradatie                                    |

|                  |                  |       |                     |         |
| 23 december 1928 | VfB 1898 Breslau | 1 – 2 | SC Vorwärts Breslau | Breslau |
| 23 december 1928 |                  |       |                     | Breslau |

### Groep 2
| Plaats | Club                              | Wed. | W | G | V | Saldo | Ptn   |
| ------ | --------------------------------- | ---- | - | - | - | ----- | ----- |
| 1.     | Vereinigte Breslauer Sportfreunde | 10   | 6 | 2 | 0 | 19:10 | 14:6  |
| 2.     | Breslauer SpVgg Komet 05          | 10   | 7 | 0 | 3 | 20:13 | 14:6  |
| 3.     | SC Schlesien 1901-Rapid Breslau   | 10   | 5 | 2 | 3 | 19:15 | 12:8  |
| 4.     | Breslauer FV Stern 06             | 10   | 5 | 0 | 5 | 17:22 | 10:10 |
| 5.     | SC Alemannia 09 Breslau           | 10   | 3 | 1 | 6 | 19:19 | 7:13  |
| 6.     | SC Germania Breslau               | 10   | 1 | 1 | 8 | 11:26 | 3:17  |

|  | Play-off   |
|  | Degradatie |

Play-off

De winnaar is geplaatst voor de titelfinale, de verliezer voor de Midden-Silezische eindronde voor niet-kampioenen.
|                  |                             |       |                          |         |
| 23 december 1928 | Ver. Breslauer Sportfreunde | 4 – 1 | Breslauer SpVgg Komet 05 | Breslau |
| 23 december 1928 |                             |       |                          | Breslau |

### Titelfinale
Wegens tijdsnood werd de finale pas later gespeeld, Breslauer SC 08 werd reeds als kampioen afgevaardigd naar de Midden-Silezische eindronde. De andere drie clubs namen deel aan de eindronde voor niet-kampioenen.
|                  |                 |       |                                   |         |
| 11 augustus 1929 | Breslauer SC 08 | 4 – 2 | Vereinigte Breslauer Sportfreunde | Breslau |
| 11 augustus 1929 |                 |       |                                   | Breslau |

## B-Liga
Doordat de A-Liga voor het volgende seizoen van 12 clubs herleid werd naar 8 clubs was er dit jaar geen promotie. 

### Groep 1
| Plaats | Club                       | Wed. | W | G | V | Saldo | Ptn   |
| ------ | -------------------------- | ---- | - | - | - | ----- | ----- |
| 1.     | SC Minerva-Rasenfreunde 09 | 10   | 5 | 2 | 3 | 30:22 | 12:08 |
| 2.     | SC Sturm 1916 Brockau      | 10   | 5 | 2 | 3 | 19:15 | 12:08 |
| 3.     | SV Grüneiche               | 10   | 6 | 0 | 4 | 26:26 | 12:08 |
| 4.     | SC Hundsfeld               | 10   | 4 | 2 | 4 | 22:29 | 10:10 |
| 5.     | SC Askania 1909 Breslau    | 10   | 2 | 5 | 3 | 20:23 | 09:11 |
| 6.     | SV Borussia Carlowitz      | 10   | 2 | 1 | 7 | 15:17 | 05:15 |

|  | Play-off titel |
|  | Degradatie     |

Play-off
| Plaats | Club                       | Wed. | W | G | V | Saldo | Ptn   |
| ------ | -------------------------- | ---- | - | - | - | ----- | ----- |
| 1.     | SC Minerva-Rasenfreunde 09 | 2    | 2 | 0 | 0 | 12:05 | 04    |
| 2.     | SC Sturm 1916 Brockau      | 2    | 1 | 0 | 1 | 05:08 | 02:02 |
| 3.     | SV Grüneiche               | 2    | 0 | 0 | 2 | 05:09 | 00:04 |

|  | Kampioen |

### Groep 2
| Plaats | Club                       | Wed. | W | G | V  | Saldo | Ptn   |
| ------ | -------------------------- | ---- | - | - | -- | ----- | ----- |
| 1.     | SpVgg 1892 Breslau         | 10   | 7 | 2 | 1  | 39:20 | 16:04 |
| 2.     | FC Eintracht 1907 Breslau  | 10   | 6 | 3 | 1  | 36:17 | 15:05 |
| 3.     | PfL Breslau                | 10   | 6 | 2 | 2  | 32:21 | 14:06 |
| 4.     | SV Straßenbahn Breslau     | 10   | 4 | 2 | 4  | 39:31 | 10:10 |
| 5.     | Breslauer BC Teutonia 1922 | 10   | 2 | 1 | 7  | 13:37 | 05:15 |
| 6.     | SC Deutsch-Lissa           | 10   | 0 | 0 | 10 | 11:44 | 00:20 |

|  | Kampioen   |
|  | Degradatie |